# Anton Schiffer
Anton Schiffer (Keulen, 1 september 1999) is een Duits wielrenner en voormalig triatleet.

## Carrière
Tot 2023 was Schiffer actief als triatleet. Dat jaar reed hij voor het eerst een wielerwedstrijd. Per augustus tekende hij een contract bij BIKE AID, dat hem overhevelde vanuit hun opleidingsploeg. Zijn debuut voor de ploeg maakte hij in de Ronde van Portugal. In 2024, zijn eerste volledige seizoen bij de ploeg, werd hij onder meer zevende in het eindklassement van de Ronde van Antalya en won hij het bergklassement in de Ronde van Griekenland. In september van dat jaar won hij het nationale klimkampioenschap. In 2025 keerde Schiffer terug naar de Ronde van Griekenland, waar ditmaal enkel Harold Martín López hem voor kon blijven in het klassement. In juli van dat jaar behaalde hij zijn eerste profzege toen hij de derde etappe in de Ronde van Sibiu won, met aankomst bergop. Diezelfde maand werd bekend dat hij in 2026 de overstap zou maken naar Team Visma | Lease a Bike.

## Overwinningen
2024
Bergklassement Ronde van Griekenland
2025
3e etappe Ronde van Sibiu

## Ploegen
- 2023 –  BIKE AID (vanaf 1 augustus)
- 2024 –  BIKE AID
- 2025 –  BIKE AID